# Claudia Schlappner
Claudia „Claude“ Schlappner (* 1970) ist eine deutsche Regisseurin. Seit 2014 ist sie, als erste Frau auf dieser Stelle, Regisseurin des ZDF Fernsehgartens.

## Leben
Schlappner wurde in Lampertheim geboren. Nach ihrer Schulzeit machte sie eine Ausbildung zur Industrie- und Werbefotografin. Kurz nach ihrer Ausbildung begann sie bereits als Regieassistentin für den ZDF Fernsehgarten zu arbeiten. Schlappner lebt in Laupertsheim.

## Berufliches Wirken
Neben dem ZDF Fernsehgarten arbeitet Schlappner für die ZDF-Heute-Nachrichten. Sie betreute zudem verschiedene Olympiaberichterstattungen privater Sender und ist als Standfotografin und Aufnahmeleiterin in Mexiko, auf den Malediven und Sri Lanka tätig gewesen. Sie betreute zudem die Übertragungen zur hessischen Landtagswahl 2018.